# Pécs vasútállomás

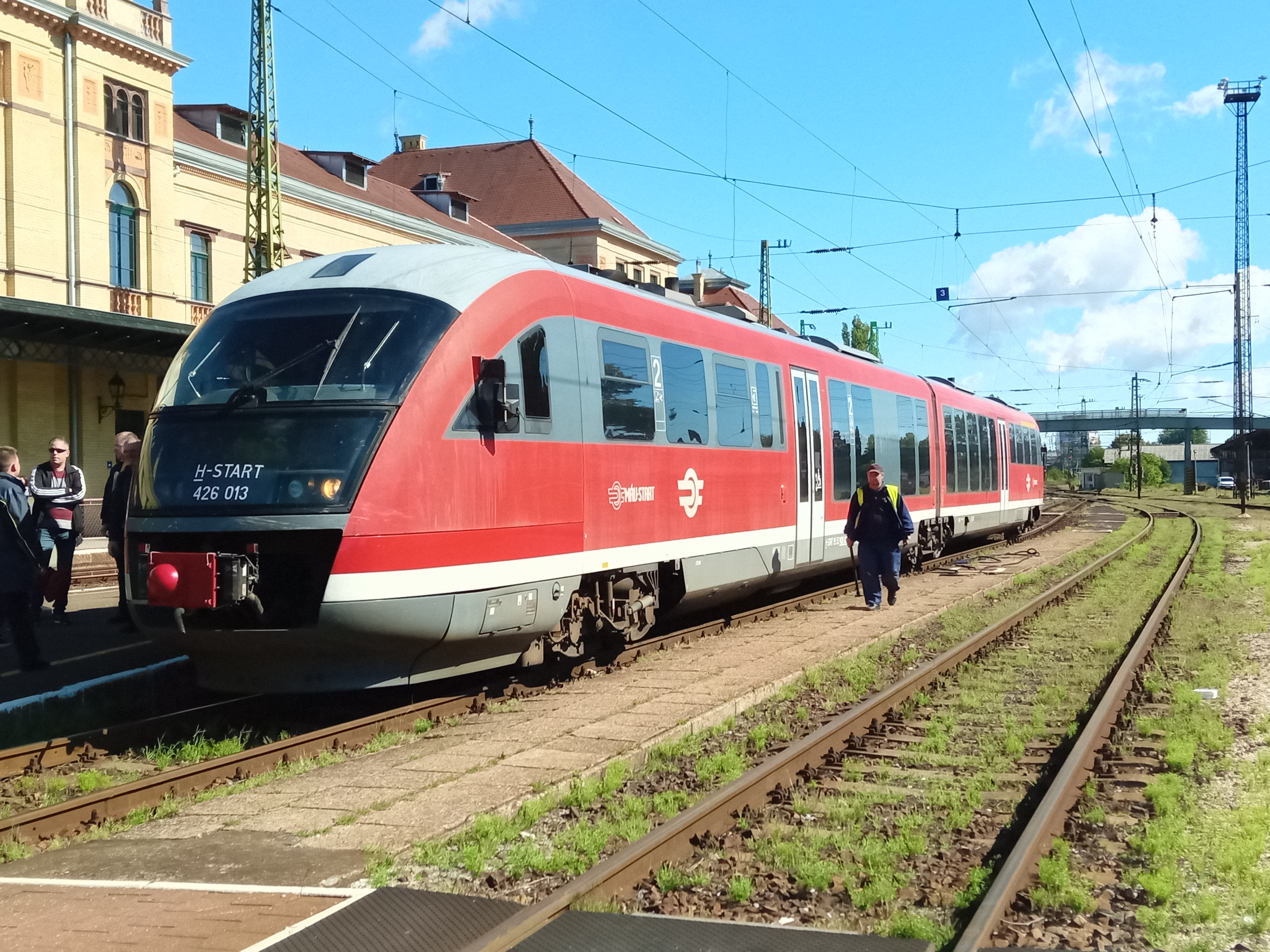
Pélmonostor felől érkezett Siemens Desiro a vasútállomáson

A pécsi vasútállomás Pécs városának fő vasúti pályaudvara, valamint Főpályaudvar néven fontos helyi tömegközlekedési csomópont.
Siklósi városrész délnyugati szélén helyezkedik el, a megyeszékhely belvárosától körülbelül 1,4 kilométerre délre. Közúti elérését csak városi utak biztosítják.
A pályaudvar mellett P+R parkoló és buszállomás is található.

## Története
A mai pályaudvar épülete az 1868-ban átadott régi indóház helyén épült 1898-ban Pfaff Ferenc tervei alapján. Az épületben működnek többek között az állomásfőnöki, a távírda, a kereskedelmi és a forgalmi irodák. A 20. században iparvágányok ágaztak ki a bőrgyár és sörgyár felé is.
1943-ban a város irányába bővítették az épületet, 1960-ban a nyugati oldalon koridegen resti épület épült, utóbbit 2016-ban lebontották.
2010-ben felavatták a zsidó mártírok emlékművét az 1944-ben elhurcolt áldozatok tiszteletére.

### Felújítása
2015-ben befejeződött a pályaudvar fogadóépületének teljes felújítása. A közel 1,5 milliárd Ft-ból megvalósuló projektben az épület teljes modernizációjára került sor, új elektromos hálózat, fűtési-, víz- és csatornarendszer épült ki, sor került az akadálymentesítésre is, valamint restaurálták a teljes homlokzatot a műemlékvédelmi követelményeknek megfelelően. Az ünnepélyes átadóra 2015. október 21-én került sor.

## Vonalak
- 40-es vonal (Pusztaszabolcs–Pécs)
- 60-as vonal (Gyékényes–Pécs)
- 65-ös vonal (Pécs–Villány–Magyarbóly); 2018. december 9-étől újraindul a kishatárforgalom Magyarbóly állomásról a horvát Pélmonostorig (Beli Manastir).
- 64-es vonal (Pécs–Bátaszék); 2009 decemberében a vonal utolsó szakaszát (Pécs–Pécsvárad) is bezárták. (Az állapota azóta folyamatosan romlik.)
- 63-as vonal (Pécs–Harkány); 1976-ig üzemelt. (A füzesi iparnegyedben egy közel 1 km hosszú szakaszt meghagytak a megszűnt konténerterminál számára.)

## Forgalom
| Járat                  | Útvonal | Gyakoriság                                  |
| ---------------------- | --- | ------------------------------------------- |
| személyvonat           | Dombóvár – Kaposszekcső – Vásárosdombó – Sásd – Godisa – Szatina-Kishajmás – Abaliget – Hetvehely – Bükkösd – Cserdi-Helesfa – Szentlőrinc – Bicsérd – Mecsekalja-Cserkút – Pécs | 2 óránként                                  |
| személyvonat           | Nagykanizsa – Murakeresztúr – Őrtilos – Zákány – Gyékényes – Berzence – Somogyudvarhely – Bélavár – Vízvár – Babócsa – Péterhida-Komlósd – Barcs – Barcs felső – Középrigóc – Darány – Kisdobsza – Nemeske – Molvány – Szigetvár – Nagypeterd – Szentdénes – Szentlőrinc – Bicsérd – Mecsekalja-Cserkút – Pécs | Napi 1-2 pár                                |
| személyvonat           | Barcs – Barcs felső – Középrigóc – Darány – Kisdobsza – Nemeske – Molvány – Szigetvár – Nagypeterd – Szentdénes – Szentlőrinc – Bicsérd – Mecsekalja-Cserkút – Pécs | Napi 4-7 pár                                |
| személyvonat           | Pécs – Pécs-Külváros – Pécsbánya-Rendező – Pécsudvard – Szőkéd – Áta – Kistótfalu – Vokány – Palkonya – Villánykövesd – Villány – Márok – Bóly – Nagynyárád – Középmező – Mohács | Napi 3 pár                                  |
| személyvonat           | Pécs – Pécs-Külváros – Pécsbánya-Rendező – Pécsudvard – Szőkéd – Áta – Kistótfalu – Vokány – Palkonya – Villánykövesd – Villány – Magyarbóly (– Beli Manastir (Pélmonostor)) | 2 óránként                                  |
| Fenyves sebesvonat     | Pécs – Szentlőrinc – Sásd – Dombóvár alsó – Kaposvár – Fonyód – Bélatelep – Alsóbélatelep – Balatonfenyves – Balatonfenyves alsó – Máriahullámtelep – Máriaszőlőtelep – Balatonmáriafürdő – Balatonberény – Balatonszentgyörgy – Keszthely | Nyáron napi 1 pár                           |
| Helikon InterRégió     | Győr – Győr-Gyárváros – Győrszabadhegy – Gyömöre-Tét – Szerecseny – Vaszar – Pápa – Celldömölk – Jánosháza – Sümeg – Tapolca – Balatonederics – Balatongyörök – Vonyarcvashegy – Gyenesdiás – Keszthely – Balatonszentgyörgy – Balatonberény – Balatonmáriafürdő – Balatonfenyves alsó – Balatonfenyves – Alsóbélatelep – Bélatelep – Fonyód – Lengyeltóti – Öreglak – Somogyvár – Pamuk – Osztopán – Somogyjád – Kapostüskevár – Kaposvár – Dombóvár alsó – Sásd – Szentlőrinc – Pécs | Hétvégén napi 1-2 pár                       |
| Pannónia InterRégió    | Szombathely (– Gyöngyöshermán – Sorkifalud – Szentléránt) – Püspökmolnári – Vasvár (– Pácsony – Győrvár – Egervár-Vasboldogasszony – Zalaszentlőrinc) – Zalaszentiván (– Búcsúszentlászló – Zalaszentmihály-Pacsa – Pötréte – Gelse) – Nagykanizsa – Murakeresztúr (– Őrtilos) – Gyékényes – Berzence (– Somogyudvarhely – Bélavár – Vízvár) – Babócsa – Barcs – Darány – Szigetvár – Szentlőrinc – Pécs                                                                               | 2 óránként                                  |
| Mecsek InterCity       | Budapest-Keleti – Budapest-Kelenföld – Sárbogárd – Dombóvár (– Sásd) – Szentlőrinc – Pécs | 2 óránként                                  |
| Zágráb Advent Expressz | Csak nemzetközi forgalomban vehető igénybe Zágráb és magyarországi állomások között. Pécs – Szentlőrinc – Dombóvár alsó – Kaposvár – Somogyszob – Gyékényes – Zagreb Glavni kolodvor (Zágráb) | Advent 3. vasárnapja előtti szombaton 1 pár |

## Megközelítés tömegközlekedéssel
- Helyi busz:  3, 3E, 4, 4Y, 6, 6E, 7, 7Y, 8, 13, 13E, 13Y, 14, 14Y, 15, 15A, 20, 30, 31, 32, 32Y, 33, 34, 34Y, 35, 35Y, 36, 37, 38, 38Y, 39, 40, 41, 41E, 41Y, 42, 42Y, 43, 44, 46, 47, 73, 73Y, 104, 104A, 104E, 104Y, 130, 130A, 140
 Helyközi autóbuszok